# Системна архітектура
Систе́мна архітекту́ра або архітектура систем — це сукупність зв'язків між частинами системи. Існують різні визначення системної архітектури, і різні організації описують її різними способами. В стандарті ISO/IEC/IEEE 42010:2011 “Systems  and software  engineering  –  Architecture   description” архітектура – це властивості системи втілені в її елементах, зв'язках між ними і принципах проектування.